# Antti Suviranta
Antti Johannes Suviranta, född 30 november 1923 i Helsingfors, död där 30 mars 2008, var en finländsk jurist.
Suviranta blev juris doktor 1963. Han var 1967–1982 professor i arbetsrätt vid Helsingfors universitet, 1971–1982 president i Arbetsdomstolen och 1982–1993 president i Högsta förvaltningsdomstolen. Han var expert på arbets- och finansrätt och publicerade bland annat ett flertal arbeten om den finländska skatterätten.
Han var son till nationalekonomen Bruno Suviranta.

## Utmärkelser
- Kommendörstecknet av Finlands Vita Ros’ orden,  1976[5]
- Ordem do Mérito Judiciário Trabalhista,  1980[5]
- Storkorset av Finlands Vita Ros’ orden,  1987[5]
- Kommendör med stora korset av Nordstjärneorden,  1988[5]
- Minnesmedalj för deltagande i 1941-1945 års krig[5]
- Vinterkrigets minnesmedalj[5]

[Redigera Wikidata]